# Personaggi di Prince of Persia
Questa voce raggruppa tutti i personaggi della serie di videogiochi Prince of Persia, creata e sviluppata da Ubisoft.

## Protagonisti

### Principe di Persia
Protagonista assoluto della serie. Il suo aspetto, la sua personalità e le sue abilità cambiando in base alle tre saghe tuttavia in ogni serie non viene mai rivelato il suo vero nome. Solamente nel film cinematografico gli viene dato un nome, ovvero, Dastan. Sebbene il protagonista di ogni videogioco dell'omonima serie venga indicato come il Principe, esistono in realtà tre diversi personaggi indipendenti, cui si aggiunge l'adattamento cinematografico, considerabile un quarto personaggio. Quest'ultimo è interpretato dall'attore Jake Gyllenhaal.

### Farah
Farah appare nella saga delle "Sabbie del Tempo" come co-protagonista di Prince of Persia: Le sabbie del tempo e Prince of Persia: I due troni. Figlia minore di un potente marahja e custode del potere della sabbie del tempo che da secoli la sua famiglia cerca di impedire che cadano in mani sbagliate. Donna forte, caparbia che lotta sempre fino alla fine. Come arma utilizza un arco.

### Kaileena
Kaileena appare nella "Saga delle Sabbie del Tempo" come anti-eroe di Prince of Persia: Spirito guerriero e come co-protagonista e narratrice in Prince of Persia: I due troni. Sacerdotessa dell'Isola del Tempo nonché conosciuta col soprannome "Imperatrice del Tempo" che custodisce il segreto della creazione delle sabbie del tempo. Come arma utilizza due spade.

### Elika
Elika appare nella "Saga di Ahriman" dove è la co-protagonista di Prince of Persia (2008) e Prince of Persia Epilogue. Principessa di un regno ormai distrutto e guardiana di luce che cerca di impedire il risveglio di Ahriman. Nonostante sia una ragazza molto forte e abile, è molto insicura e a volte ha dei dubbi.

### Razia
Razia è un personaggio della "Saga delle Sabbie del Tempo" e co-protagonista in Prince of Persia: Le sabbie dimenticate. È la Regina dei Mārid, la più grande delle quattro tribù jinn, dediti al dominio sull'elemento acqua; Razia ha conosciuto personalmente il mitico Re Salomone. È la sovrana di "Rekem", città dei Mārid costruita sotto il palazzo del sovrano Malik, a cui si accede attraverso la tomba di Salomone. Ricorda bene l'esercito, ed era presente quando venne sigillato. In seguito aveva giurato al leggendario sovrano di proteggere l'acqua con i suoi poteri e di mantenere la città soprastante sempre florida. A mille anni dal giuramento, fa la sua comparsa per aiutare il Principe a combattere l'impetuoso esercito di Salomone, sebbene lo rimproveri di non aver fermato Malik in tempo. Razia ha un atteggiamento regale ed altero: non chiede, ma ordina. Il Principe, figlio del grande Re Shahraman, non è abituato ad essere trattato da servo e mal sopporta i suoi modi. Dopo la sconfitta del perfido Ratash, il Principe invocherà più volte il suo nome, ma non riceverà alcuna risposta: della Regina Mārid, infatti, verrà persa ogni traccia.

### Zal
Zal è un personaggio della "Saga di Ahriman" e co-protagonista di Prince of Persia: The Fallen King. È un Magus e re della città di New Dawn. Quando Ahriman si libera la sua corruzione invade anche la città di New Dawn e Zal cercò di sconfiggere il Dio delle Tenebre ma fallendo. La città viene invasa dalla corruzione e Zal anch'esso viene preso dalla corruzione, tuttavia riuscì a resistere venendo corrotto per metà. La parte malvagia di Zal conosciuta come "La Bestia". Zal riesce a sconfiggere e a imprigionare la bestia, tuttavia in città giunge Il Principe che cerca di fermare Ahriman ma accidentalmente libera La Bestia. Così facendo Il Principe e Zal si alleano per liberare la città dalla corruzione e dalla Bestia. Sconfitta la creatura anche Zal muore essendo collegato con la Bestia.

### Tamina
Tamina è la co-protagonista del film Prince of Persia - Le sabbie del tempo. Ella è la principessa e sacerdotessa di Alamut. Ella è la guardiana del Pugnale del Tempo e della Clessidra del Tempo. Donna molto bella e affascinante ma nonostante il suo aspetto possiede un carattere molto forte e non si fa spaventare facilmente. Pur di difendere il segreto delle Sabbie del Tempo è anche disposta ad uccidere, inoltre si dimostra molto sarcastica nell'umiliare verbalmente i suoi rivali. Conscia di essere molto bella, utilizza la sua bellezza per sedurre i suoi nemici e colpirli. Nonostante sia una donna dal carattere forte è anche gentile e ama molto la sua città cercando di tenerla al sicuro dall'Impero Persiano. La città di Alamut viene assediata dai Persiani credendo che loro complottino coi loro nemici. Tus decide di sposarla ma suo padre decide di darla in sposa a Dastan. Dopo che Sharaman muore avvelenato fugge insieme al Principe nel deserto. Qui ella seduce il Principe cercando di impossessarsi del Pugnale del Tempo ma il Principe inavvertitamente aziona il manufatto riavvolgendo il tempo e scoprendo il potere delle Sabbie del Tempo. Il giorno dopo il Principe costringe Tamina a seguirlo al funerale del padre e qui entrano nella valle della morte venendo catturati dagli predoni guidati dallo sceicco Amar e dal suo braccio destro Seso. I due stringono un patto con Dastan che vende Tamina come schiava a loro ma lo sceicco tradisce Dastan e lo cattura per intascare la taglia sulla sua testa. Dastan e Tamina riescono a fuggire e raggiungono il luogo dove si tiene il funerale di Sharaman. Dastan vuole provare a convincere suo zio Nazim che Tus ha ucciso il loro padre, ma Tamina gli ruba il pugnale e fugge nel deserto. Tempo dopo viene raggiunta da Dastan che gli rivela che è Nizam il vero colpevole dell'omicidio di Sharaman. Dastan e Tamina dopo tutte le peripezie si sono avvicinati l'uno all'altro e la principessa racconta la verità sulle Sabbie del Tempo. Dastan decide di aiutarla a portare il pugnale nel tempio sacro a sigillare il pugnale ma durante la strada vengono trovati Amar e Seso. Tamina con l'inganno convince i due a seguirli promettendogli oro ma durante la strada vengono inseguiti dagli Assassini, assoldati da Nazim, e uccidono tutti i loro uomini e recuperano il pugnale. Dastan e Tamina tornano a Nasaf per recuperare il pugnale e vengono aiutati da Amar e Seso. Quest'ultimo riesce a recuperare il pugnale a costo della vita, mentre Amar distrae le guardie permettendo a Dastan di incontrare suo fratello Tus per convincerlo sul tradimento di Nazim. Dastan riesce a convincere il fratello ma viene ucciso da Nazim e questi recupera il pugnale e trova la Clessidra. Dastan e Tamina raggiungono la clessidra impedendogli di liberare le sabbie e distruggere il mondo ma durante la colluttazione Tamina cade rischia di morire venendo presa da Dastan ma ella pur di salvare il mondo si sacrifica lasciandosi precipitare nel vuoto. Nizam inserisce il pugnale nella Clessidra ma Dastan lo aziona e riavvolge il tempo tornando nel momento esatto che avevano appena conquistato Alamut. Qui Dastan smaschera Nizam che viene ucciso da Tus, dopodiché quest'ultimo si scusa con Tamina per l'assedio e gli offre Dastan come sposo. I due parlano in privato e il Principe gli restituisce il pugnale facendo capire alla principessa che lui conosce la verità e che ella ha partecipato a un'avventura per la salvezza del mondo. È interpretata da Gemma Arterton.

## Personaggi secondari

### Serie videoludica

#### La Principessa
La Principessa è un personaggio della "Trilogia Classica". È l'unica figlia del sultano.  Quando Sultan lasciò il suo regno per combattere in una terra straniera, la Principessa si innamorò di un giovane viaggiatore che si arrampicò sulle mura del palazzo per vederla. Questo non fece piacere al Gran Visir Jaffar del Sultano che intendeva sposare la Principessa in persona. Afferrando il potere, Jaffar fece gettare il suo rivale nella prigione, ma il giovane fuggì e abbatté il mago malvagio e salvò la Principessa. Quando venne a sapere del tradimento del suo Visir, il riconoscente Sultano offrì ricchezze ma lo sconosciuto chiese di sposare la Principessa. I due si sposarono e vissero felici per undici giorni e al dodicesimo giorno Jaffar riesce a fuggire dalle segrete e con la sua magia assume le sembianze del principe accusando quest'ultimo di essere un impostore. Jaffar esilia il principe e comincia a governare con il pugno di ferro ma la principessa si rende conto che non è il suo amato e il visir la fa cadere in coma. Alla fine il principe uccide definitivamente Jaffar e libera la principessa dal coma. La principessa, suo padre e il principe vengono catturati dal re Assan , il fratello del sultano.  La principessa è costretta a sposare il figlio di suo zio, Rugnor. Il principe si mette alla ricerca della sua amata e dopo aver sconfitto Assan e Rugnor, i due partono per una località sconosciuta per vivere il loro amore.

#### Il Sultano di Azad
Il Sultano di Azad è un personaggio della "Saga delle Sabbie del Tempo" ed alleato del re Sharaman di Persia. Ama le cose preziose e possiede un harem personale. Riceve come dono la Clessidra del Tempo, schiavi indiani tra cui Farah dal Re Sharaman. Il sultano affascinato dal luccichio delle sabbie, il visir Zervan racconta la loro storia e incita il principe a liberarle, così facendo scatena il potere delle Sabbie del Tempo su Azad trasformando tutti in mostri di sabbia, compreso il Sultano. Quando il Principe sigilla le sabbie del tempo nella Clessidra riavvolge il tempo impedendo la distruzione di Azad e la morte del Sultano.

#### Sharaman
Sharaman è il Generale e Re della Persia, nonché padre di Malik e del Principe di Persia della "Saga delle Sabbie del Tempo". Guerriero e sovrano rispettato in molti regni. Cerca di insegnare ai propri figli come poter governare un regno e acquistare onore e gloria. Insieme al Principe attaccata la città dove è tenuta nascosta la Clessidra del Tempo insieme al pugnale. Dopodiché dona tali oggetti al Sultano di Azad per continuare la loro alleanza. Quando il principe libera il potere delle sabbie su Azad, Sharaman si trasforma in una creatura di sabbia. Il Principe mentre è alla ricerca di un modo per sigillare le sabbie s'imbatte in suo padre, ormai diventato un mostro di sabbia, e lo affronta in duello sconfiggendolo e assorbendolo nel suo pugnale. Quando il Principe sigilla la Clessidra, riavvolge il tempo alla sera prima dell'assalto alla città, così facendo cancella la linea temporale precedente. Dopodiché uccide Zervan impedendo l'assalto alla città da parte di suo padre e la liberazione delle sabbie. Tempo dopo Sharaman decise di inviare il Principe dall'altro suo figlio, ovvero Malik, per imparare cosa significa essere un Re. Qui si scopre che la famiglia del principe è alleata con la famiglia di Salomone e che per secoli proteggono un sigillo che impedisce la resurrezione dell'esercito demoniaco di Re Salomone. Tempo dopo il Principe ritorna da suo padre informandolo sulla morte di Malik e su come il regno di suo fratello sia stato distrutto dall'esercito di Salomone. Sharaman e il Principe un giorno ebbero una discussione accesa e alla fine quest'ultimo decise di lasciare il regno, anche perché era perseguitato dal Dahaka e doveva trovare un modo per salvarsi. Dopo che il principe nella sua avventura sull'Isola del Tempo modifica ancora una volta la storia, Babilonia viene attaccata dall'esercito di Zervan. Con l'ultima modifica del tempo, le sabbie del tempo non furono mai create e il visir non venne mai ucciso dal principe. Zervan cattura e uccide Sharaman.
IL personaggio appare anche nel film Prince of Persia - Le sabbie del tempo interpretato da Ronald Pickup. È l'unico personaggio insieme al Principe di Persia ad apparire anche nel film oltre che nella serie videoludica. In questa versione Sharaman possiede un fratello minore di nome Nizam e due figli di nome Tus e Garsiv. Un giorno mentre passava al mercato di Nasaf viene colpito dal gesto di altruismo di un bambino di nome Dastan nel proteggere i suoi amici. Il re decide di adottarlo come figlio. Anni dopo, quando ormai i suoi figli sono adulti, si reca ad Alamut, conquistata dai suoi figli. Qui viene accolto dai suoi figli e decide di dare in sposa Tamina a Dastan. Da quest'ultimo riceve come dono una vestaglia regala ma essa è avvelenata e uccide subito dopo il re. Prima di morire Sharaman crede che sia stato Dastan ad ucciderlo ma in realtà è stato Nizam ad avvelenarla la veste. Quando Dastan riavvolge il tempo con il Pugnale del Tempo ritorna nel momento in cui avevano conquistato Alamut, subito dopo smaschera Nizam e impedisce la morte di Sharaman.

#### Malik
Malik è il primogenito di Sharaman e fratello maggiore del Principe di Persia della "Saga delle Sabbie del Tempo". È sempre stato un idolo per il fratello minore, inoltre Malik è sempre stato protettivo nei confronti del suo fratellino. I due vanno molto d'accordo e spesso si cacciavano nei guai da bambini. È stato Malik a insegnare al Principe come combattere. Quando divenne adulto, suo padre gli affida in custodia il Sigillo dell'Esercito di Re Salomone. Un giorno la sua città viene assediata e in suo aiuto giunge anche suo fratello, tuttavia l'esercito nemico è troppo potente e così Malik è costretto a liberare l'esercito per salvaguardare la sua città. Malik e il Principe ottengono metà del sigillo che serve a sigillare l'esercito. Sebbene separati, Malik e il Principe lavorano insieme per impedire alle creature di violare ulteriormente il regno e col tempo Malik viene soggiogato dal potere del sigillo e diventa un burattino del demone Ratash. Alla fine Malik si ribella al fratello accusandolo di tradimento e che vuole il potere, da lì poco a poco il corpo di Malik comincia a trasformarsi una creatura mostruosa fino ad assumere le sembianze di Ratash. Dopo una dura battaglia, alla fine il Principe sconfigge Ratash e sigilla l'esercito, tuttavia il demone utilizzava il corpo di Malik e alla fine quest'ultimo perisce tra le braccia del fratello dicendo come ultime parole che diventerà un buon Re.

#### Il Sultano
Il Sultano è il padre della Principessa della "Trilogia Classica". Uomo giusto e onorevole. Ama profondamente sua figlia, unica erede del suo regno. Mentre si trova a combattere in una terra straniera, il suo visir Jaffar tenta di governare il suo regno ma alla fine viene sconfitto da un vagabondo. Il Sultano per ringraziare il giovane gli offre una ricompensa e Il Principe chiese la mano di sua figlia. Il Sultano viene nuovamente chiamato a combattere e nel mentre Jaffar ritorna e viene sconfitto definitivamente dal Principe. Il Principe e il Sultano fanno visita al fratello di quest'ultimo, Assan, e questi imprigiona Il Principe e rapisce sua nipote costringendola a sposare Rugnor, suo figlio. Si scopre che Il Sultano anni indietro aveva stretto un patto con suo fratello promettendo la Principessa in sposa a suo cugino Rugnor. Assan si è ritenuto tradito e uccide Il Sultano.

#### Il Vecchio
Il Vecchio, il cui vero nome è sconosciuto, è un amico di vecchia data di Sharaman ed ex Mentore del Principe della "Saga delle Sabbie del Tempo". Ha vegliato sul principe fin da bambino. Conosce molto bene le Sabbie del Tempo e l'origine della loro creazione, infatti è lui a rivelare l'esistenza del Dahaka al principe e dell'Isola del Tempo. Quando Zervan attacca Babilonia, Il Vecchio riunisce molti cittadini per cercare di contrastare l'esercito del Visir per dare tempo al Principe e a Farah di uccidere Zervan definitivamente.

#### Ormazd
Ormazd è un personaggio della "Saga di Ahriman". Dio della Luce e fratello di Ahriman, Dio delle Tenebre. Non appare mai ma viene menzionato spesso. In antichità solo Ormmazd e Ahriman coesistevano l'uno accanto all'altro, entrambi rappresentavano rispettivamente luce e oscurità. Ahriman cominciò a utilizzare i suoi poteri per soggiogare i cuori delle persone facendoli sprofondare nell'oscurità più totale e per acquisire potere. Così facendo iniziò una guerra tra Ormazd e Ahriman e alla fine quest'ultimo riuscì a sconfiggerlo e a sigillarlo nell'Albero di Luce. Ormazd per impedire il ritorno del fratello, dona i suoi poteri ad alcuni umani rendendoli Ahura, Guardiani di Luce, col compito di impedire il ritorno del Dio delle Tenebre da parte dei suoi quattro generali oscuri. La divinità prende spunto dalla divinità Ahura Mazdā del Zoroastrismo e anche il nome dei suoi adepti derivano dal nome originale, ovvero Ahura.

### Film

#### Tus
Tus è il primogenito di Sharaman, fratello maggiore di Garsiv e Dastan e nipote di Nizam. È interpretato da Richard Coyle. Futuro re di Persia, cerca in ogni modo di dimostrare al padre che è pronto a salire sul trono. Guerriero abile e nobile che non si fa spaventare ma che accetta sempre i consigli dei suoi fratello e di suo zio. È molto legato ai suoi fratelli, principalmente a Dastan e spesso ascolta i suoi consigli. Essendo molto insicuro sulle sue scelte, Nizam cerca spesso di circuirlo ma alla fine riesce sempre a prendere la decisione giusta. Su consiglio dello zio, assalta Alamut credendo che la città complotti con i loro nemici. Quando Sharaman giunge in città, riceve da Nazim una veste regale che poi dona a Dastan per darla al padre ma essa è avvelenata uccidendo il Re. Tus come tutti crede che sia stato Dastan l'assassino e mette una taglia sul fratello per poi diventare Re. Alla fine Dastan ritorna ad Alamut e gli rivela le intenzione dello zio mostrandogli anche i poteri del pugnale del tempo. Tus pentito chiede scusa al fratello e cerca di attaccare Nizam ma questi lo uccide velocemente. Quando Dastan riavvolge il tempo con la Clessidra, torna nel momento esatto in cui hanno conquistato Alamut cancellando gli eventi successi tra cui la morte di Tus. Il principe rivela le intenzioni di Nizam e questi infuriato attacca Dastan ma viene ucciso e trafitto da Tus.

#### Garsiv
Garsiv è il secondogenito di Sharaman, fratello minore di Tus e fratello maggiore di Dastan nonché nipote di Nizam. È interpretato da Toby Kebbell. Guerriero orgoglioso che cerca sempre di mettersi in competizione con Dastan, ma a differenza di Tus non è molto saggio e secondo lui bisogna risolvere le situazioni con la forza. Su consiglio dello zio, Tus assalta Alamut credendo che la città complotti con i loro nemici. Quando Sharaman giunge in città riceve in dono una veste avvelenata accusando Dastan di essere l'assassino. Garsiv si mette alla caccia del fratello riuscendo a braccarlo diverse volte ma Dastan riesce sempre a fuggire. Alla fine Garsiv ascoltando una conversazione tra Tus e Nizam comincia a dubitare dello zio e alla fine dopo aver ritrovato Dastan si convincerà che suo fratello è innocente. Sul luogo giungono gli assassini che uccidono tutti i soldati di Garsiv ferendo mortalmente pure lui. Prima di morire chiede scusa a Dastan per aver dubitato di lui e gli chiede di salvare l'impero. Quando Dastan riavvolge il tempo con la Clessidra, torna nel momento esatto in cui hanno conquistato Alamut cancellando gli eventi successi tra cui la morte di Tus. Il principe rivela le intenzioni di Nizam e questi infuriato attacca Dastan ma viene ucciso e trafitto da Tus.

#### Sceicco Amar
Sceicco Amar è un brigante che vive nel deserto, precisamente nella zona conosciuta valle della morte. È interpretato da Alfred Molina. È un uomo molto avido che pensa solo alle ricchezze e disprezza i burocrati persiani. Ha fatto spargere la voce che nella valle della morte vivono dei predoni spietato, così facendo tiene i persiani lontano riuscendo a creare un suo piccolo impero economico basato sulle corse degli struzzi. Quando Dastan e Tamina giungono sul luogo li cattura ma i due riescono a fuggire. Insieme a Seso li insegue riuscendo a trovarli ma Tamina riesce a ingannare Amar facendogli credere che c'è oro nel tempio dove dovranno recarsi. Il gruppo viene attaccato dagli assassini e alla fine riescono a sopravvivere. Seso convince Amar ad aiutare Dastan e Tamina, così si recano a Nasaf. Dopo che Seso recupera il pugnale del tempo, Amar distrae le guardie facendosi spacciare per Dastan. Quando quest'ultimo riavvolge il tempo con la Clessidra ritorna nel momento esatto in cui avevano conquistato Alamut cancellando tutti gli eventi successi, qui Dastan smaschera suo zio Nazim che questi viene poi ucciso. Così facendo Dastan e Tamina non si avventurano nel deserto e non conoscono mai Amar e Seso.

#### Seso
Seso è un guerriero appartenente alla tribù M'baka e braccio destro dello sceicco Amar. È interpretato da Steve Toussaint. È un uomo di color molto corpulento, silenzioso ma fedele. Essendo un membro della tribù M'Baka è un eccellente cecchino e tiratore di coltelli riuscendo a colpire il bersaglio anche a molti metri di distanza o kilometri non sbagliando mai un colpo. Questa sua abilità e solo seconda a quella degli assassini. Quando Amar cattura Dastan e Tamina, Seso cerca di impedire loro la fuga ma riescono a rintracciarli. Tamina convince Amar ad aiutarli a condurli al tempio per nascondere il pugnale ma vengono attaccati dagli assassini. Durante la battaglia Dastan salva la vita a Seso e questi in debito con lui convince Amar ad aiutarli. I quattro si recano a Nasaf e qui Seso si reca nella torre dove è costudito il pugnale del tempo e qui inizia a combattere contro un assassino. Alla fine i due si uccidono a vicenda ma Seso prima di morire recupera il pugnale e dalla torre lo lancia contro un albero situato esattamente a un metro da Dastan, Tamina e Amar. Quando Dastan riavvolge il tempo con la Clessidra ritorna nel momento esatto in cui avevano conquistato Alamut cancellando tutti gli eventi successi tra cui la morte di Seso, qui Dastan smaschera suo zio Nazim che questi viene poi ucciso. Così facendo Dastan e Tamina non si avventurano nel deserto e non conoscono mai Amar e Seso.

#### Bis
Bis è il migliore amico di Dastan nonché amico d'infanzia. È interpretato da Reece Ritchie. I due sono cresciuti insieme nei bassifondi di Nasaf e insieme rubavano per sopravvivere. Quando Dastan viene adottato dal Re Sharaman diventando principe, in età adulta Dastan crea un piccolo reggimento reclutando anche Bis facendolo diventare il suo vice. Bis è fedele a Dastan e si fida cecamente di lui, infatti i due si rispettano a vicenda. Bis aiuta il principe ad entrare ad Alamut e fa il segnale all'esercito persiano di entrare in città dalla porta est. Conquistata la città festeggia insieme ai soldati e a Dastan. Durante i festeggiamenti il re Sharaman riceve in dono una veste avvelenata e prima di morire accusa Dastan di essere l'assassino. Il principe fugge disperato venendo coperto da Bis che nel difenderlo viene ucciso. Quando Dastan riavvolge il tempo con la Clessidra ritorna nel momento esatto in cui hanno conquistato Alamut cancellando gli eventi successi tra cui la morte di Bis.

## Antagonisti

### Trilogia classica

#### Jaffar
Jaffar è l'antagonista principale di Prince of Persia e Prince of Persia 2: The Shadow and the Flame. Visir del Sultano assetato di potere che desidera prendere il controllo del regno e diventare il nuovo Sultano. Possiede dei poteri magici che li ha ottenuti stringendo un patto con una strega. Il personaggio è stato d'ispirazione per la creazione di Zervan, antagonista delle Sabbie del Tempo, che anche quest'ultimo è un Visir assetato di potere.

#### L'Ombra
L'Ombra è la parte malvagia del Principe ed è l'antagonista secondario di Prince of Persia. Il Principe entra in contatto con uno specchio magico che crea un'ombra vivente in grado di muoversi e attaccare. L'Ombra si scoprirà essere la parte malvagia del Principe. L'Ombra viene spesso considerato come "Principe Oscuro" come nella Saga delle Sabbie del Tempo visto la somiglianza tra i due.

#### Rugnor
Rugnor è l'antagonista principale di Prince of Persia 3D. Figlio di Assan. Nonostante sia un essere umano possiede l'aspetto di una tigre: il braccio destro ha l'aspetto di un braccio umano mentre il sinistro è molto più grosso e ha l'aspetto di quello di una tigre con la differenza che possiede il pollice. È straordinariamente forte e anche un maestro spadaccino. Sono poche le persone che conoscono il suo vero aspetto, nemmeno la Principessa conosce il suo vero volto. Anni prima, Il Sultano e Assan avevano stretto un patto in cui i loro figli si sarebbero sposati, tuttavia quando Rugnor e Assan scoprirono che la Principessa era andata in sposa a un vagabondo qualunque decisero di vendicarsi. Con l'inganno invitarono la Principessa, Il Sultano e il Principe nel loro palazzo. Qui imprigionarono il principe e Rugnor rapisce la principessa costringendola a sposarlo. Rugnor fugge con la Principessa e invia i suoi uomini per fermare il Principe, evaso di prigione. Il cugino malvagio della principessa cerca in ogni modo di convincerla a sposarlo facendogli credere anche che il principe sia morto. Quando Rugnor affronta il Principe riesce a sconfiggerlo e a farlo cadere in un precipizio credendo di averlo ucciso, la Principessa disperata estrae la sua spada e gli amputa la zampa sinistra. Rugnor furioso la picchia e sostituisce l'arto mozzato con uno di ferro. Avendo perso l'arto, Rugnor furioso non vuole più sposare la principessa e desidera ucciderla, così crea un marchingegno per ucciderla in modo lento e doloroso. Sul posto giunge il Principe, sopravvissuto, ed inizia a combattere contro Rugnor riuscendo a sconfiggerlo. L'uomo-tigre si incastra nel suo marchingegno con il suo arto di ferro e finisce per essere ucciso dalla sua stessa macchina.

#### Assan
Assan è l'antagonista secondario di Prince of Persia 3D. È il padre di Rugnor e fratello del Sultano. Anni indietro aveva stretto un patto con suo fratello dove la Principessa avrebbe sposato Rugnor, ma appena seppe che ella è andata in sposa a un vagabondo decise di vendicarsi insieme al figlio. Invitano con l'inganno i tre a loro palazzo e qui imprigionano il Principe e Rugnor rapisce la Principessa. Il principe evade dalla prigione e affronta Assan, questi era sul punto di ucciderlo ma fra i due si frappone Il Sultano che muore per mano del principe. Dopodiché Assan fugge e il suo destino è ignoto.

### Trilogia delle "Sabbie del Tempo"

#### Zervan
Zervan, conosciuto anche come Il Visir, è l'antagonista principale di Prince of Persia: Le sabbie del tempo e di Prince of Persia: I due troni. Visir ambizioso che desidera ottenere l'immortalità con il potere delle Sabbie del Tempo. Pur di ottenere tale potere ha deciso di tradire il suo regno per allearsi con il Re di Persia.

#### Shadee
Shade è l'antagonista secondaria di Prince of Persia: Spirito guerriero. È una creatura di sabbia creata da Kaileena, tuttavia possiede l'aspetto normale di un essere umano, compresa la facoltà di pensare e parlare. È una donna molto attraente e provocante come la sua signora, infatti indossa un'armatura molto scollata. Come arma utilizza due spade e dimostra di essere una guerriera forte, veloce e spietata. Quando Kaileena scopre che il Principe si sta recando sull'isola invia Shadee ad ucciderlo ed ella assalta la nave del principe uccidendo tutto l'equipaggio ma il principe riesce a sopravvivere e naufraga sull'isola. Shadee ritorna sull'isola venendo rimproverata da Kaileena sul suo fallimento ma Shadee rimprovera la sua regina perché non potrà mai cambiare il suo destino. Alla fine le due litigheranno e Shadee cercherà di ucciderla ma sul luogo giunge il Principe che affronta Shadee riuscendo ad ucciderla e come ultime parole dice al principe che non potrà mai cambiare il suo destino, dopodiché esplode trasformandosi in sabbia.

#### Ratash
Ratash è l'antagonista principale di Prince of Persia: Le sabbie dimenticate. Ratash al tempo di Re Salomone, egli era il signore degli ʿIfrīt, una tribù dei jinn. Il malefico Ratash si oppose all'alleanza tra jinn ed umani, così decise di fondere i suoi poteri con il vento e la sabbia del deserto, e creare un esercito in grado di distruggere il mitico Salomone e l'intera umanità. Più l'esercito incontrava sabbia sul suo cammino, più diventava immenso e potente, tanto da essere definito "numeroso come i granelli di sabbia del deserto". Ormai del tutto fuori controllo, questa spaventosa armata di demoni venne fronteggiata dallo stesso Re Salomone ed i vari capi dei jinn, i quali la imprigionarono in un sigillo insieme al suo malvagio creatore, grazie al sacrificio di molti jinn ed uomini. Mille anni dopo, il Re Malik ha compiuto l'errore più catastrofico che poteva essere commesso: liberare l'esercito dal sigillo magico che per secoli l'ha tenuto lontano da questo mondo. Ormai riuscito a fuggire, il perfido ʿIfrīt ha intenzione di portare a termine ciò che ha intrapreso mille anni prima. Sembra che sia capace di dominare il fuoco, in contrapposizione alla Regina Razia, la quale domina l'acqua.

#### Dahaka
Il Dahaka è l'antagonista principale di Battle of Prince of Persia e Prince of Persia: Spirito guerriero. È una creatura demoniaca nonché Guardiano del Tempo. È un mostro gigantesco con le sembianze di un ibrido fra un toro e un umano, che lo fanno assomigliare al Minotauro. Possiede due corna ma posizionate in modo diverso. Possiede una carnagione nera come la notte. Quando si muove è sempre accompagnato da una scia nera che fuoriesce dal suo corpo e che utilizza per catturare i nemici. È praticamente invincibile e non esiste arma che lo possa sconfiggere, solamente la Spada dell'Acqua può ferirlo. Anche l'acqua è il suo punto debole, infatti non può toccarla o attraversarla. Essendo il Guardiano del Tempo il suo compito è quello di portare l'ordine nella linea temporale, di fatto non è propriamente malvagio visto che adempie solo al suo compito. Quando il Principe libera le Sabbie del Tempo ad Azad lui doveva morire ma grazie al Pugnale del Tempo ha cambiato il suo destino riuscendo a salvarsi e a riavvolgere il tempo a prima che le aprisse. Così facendo ha modificato il corso del tempo e il Dahaka si materializza e dà la caccia al Principe col compito di ucciderlo com'era stato predetto. Lo insegue per sette anni in ogni luogo che si reca il Principe, perfino sull'Isola del Tempo. Qui il principe riesce a fuggire al Dahaka diverse volte grazie all'acqua e alla fine riesce a cambiare il suo destino. Il Principe porta Kaileena nel presente, così facendo le Sabbie del Tempo non vennero mai create nel passato e le vicende ad Azad non si compirono mai, così facendo il Dahaka non ha più motivo per inseguire il Principe. Tuttavia la creatura non scompare, infatti quando il Principe e Kaileena giungono nel presente la creatura attacca l'imperatrice del tempo. La creatura ha come nuovo bersaglio l'imperatrice perché non appartiene a quell'epoca. Il Principe con la spada dell'acqua affronta il Dahaka riuscendo ad ucciderlo e a salvare Kaileena.

#### Mostri di Sabbia
I Mostri di Sabbia sono esseri umani ed animali trasformati in creature mostruose col potere delle Sabbie del Tempo. Le sabbie trasformano le persone in mostri con la carnagione giallastra facendo perdere loro la facoltà di agire e di pensare, infatti sono solo guidati dall'istinto di uccidere. Posseggono degli occhi gialli luccicanti e una faccia scarnita ed emettono dei versi da belve. Nonostante possano subire ferite sono immortali e non possono essere uccisi, solamente le armi magiche delle sabbie possono ucciderli come ad esempio il Pugnale del Tempo, l'arco di Farah e il Bastone di Zervan. La trasformazione varia da persona a persona, infatti alcuni esseri umani possono diventare delle creature abnormi e gigantesche mentre altre rimangono ad altezza naturale assumendo il classico aspetto dei mostri di sabbia. Gli animali invece mantengono il loro aspetto, con la differenza che diventano immortali pure loro e diventano molto più grossi, infatti gli scarabei diventano grossi come dei cani.

#### Esercito di Salomone
Ratash per contrastare Razia e i Djinn creò con la sua magia un esercito di mostri di sabbia che erano inarrestabili. Essi potevano trasformare in statue di sabbie le persone al solo contatto. Razia con la sua magia si alleò con il Re Salomone che riuscì a sigillare l'esercito tramite un sigillo che il re decise di custodie. Da allora l'esercito venne conosciuto come "Esercito di Salomone". Migliaia di anni dopo, Malik per contrastare l'esercito nemico decise di liberare l'esercito maledetto ma condannò sia i nemici che il suo regno. Il Principe riceve da Razia la spada dei Djinn e dopo aver sconfitto Ratash anche l'esercito di Salomone scompare, inoltre le persone tramutate in sabbia ritornarono normali.

#### Il Principe Oscuro
Il Principe Oscuro rappresenta la parte malvagia del Principe. Il Principe Oscuro nella Saga delle Sabbie del Tempo è l'antagonista secondario de Prince of Persia: I due troni. Quando il Principe viene contagiato al braccio sinistro dalle sabbie si risvegli automaticamente la sua parte malvagia e per tutta la sua avventura a Babilonia gli parla nella mente cercando di farlo condurre sulla strada oscura per renderlo completamente malvagio. Il Principe può trasformarsi nel Principe Oscuro assumendo le sembianze di un mostro sabbia e solamente a contatto con l'acqua può tornare normale.

### Saga di Ahriman

#### Ahriman
Ahriman è l'antagonista principale di Prince of Persia (2008) e Prince of Persia Epilogue. È il dio dell'oscurità, fratello di Ormazd, il dio della luce, inizialmente Ahriman andava d'accordo con il fratello e compiva i suoi doveri per bilanciare l'universo, ma presto non fu soddisfatto di possedere solo metà dell'universo. Bramava di più e usando la Corruzione, sostanza malevola creata da Ahriman che rappresenta l'odio e la rabbia nei cuori degli uomini che uccide o corrompe tutto quello che vive, riuscì presto a conquistare i vari reami grazie all'aiuto dei suoi Generali Corrotti, nonostante gli sforzi, in poco tempo Ahriman riuscì a conquistare tutti i regni degli Ahura.  Ahriman incominciava ad assaporare la vittoria, finché Ormazd non si unì alle forze Ahura, sconfiggendolo e imprigionandolo per migliaia di anni nell'Albero della Vita insieme con i "Corrotti". Migliaia di anni di dolore. Migliaia di anni di complotti. Migliaia di anni di pazienza. Ahriman non si è indebolito, è rimasto semplicemente in attesa. Sebbene non sia apparso completamente, si è potuto capire qualcosa del suo aspetto: è un essere demoniaco gigantesco completamente composto da corruzione, la sua faccia assomiglia molto a quella del Diavolo del Cristianesimo, infatti possiede due enormi corna, denti aguzzi e due lunghi occhi luminosi. Il personaggio è ispirato alla divinità Angra Mainyu della religione Zoroastrismo. Ahriman possiede una doppia voce che si alterna, ovvero una maschile e una femminile. Gli piace vedere la sofferenza delle persone e spesso fa vedere delle visioni alle sue vittime mostrando a loro qualcosa che li fa soffrire. Migliaia di anni dopo, quando Elika cerca di potenziare i sigilli di Ahriman, ella perde la vita e suo padre fa un patto con Ahriman chiedendogli di riportarla in vita a condizione che lui diventi un suo servo. Elika ritorna in vita e riprova a potenziare il sigillo.  Quando il Principe ed Elika risanano i suoli fertili entrano nel tempio e affrontano Ahriman risanando i suoli al suo interno riuscendo a sigillare completamente Ahriman, tuttavia a costo della vita di Elika. Il Principe disperato della morte della ragazza decide di liberare completamente Ahriman e riporta in vita Elika. Completamente libero dà la caccia al Principe e ad Elika, i due si rifugiano in un tempio e qui Ahriman fa risorgere il Guerriero, il Cacciatore e il Re Dolente per cercare di fermarli ma alla fine non riesce. Il Principe ed Elika si separarono e la Ahura riunisce altri guardiani della luce per contrastare il Dio delle Tenebre. La sua voce maschile è doppiata in italiano da Leonardo Gajo e quella femminile da Stefania Patruno.

#### Il Guerriero
Il Guerriero era il sovrano di un pacifico popolo circondato dalla violenza. Sopraffatto dai nemici e sull'orlo dell'annientamento, udì la voce di Ahriman, che gli prometteva salvezza in cambio della sua anima. Il sovrano accettò e venne corrotto, diventando un'arma distruttrice riuscì a sconfiggere tutti i nemici che minacciavano il suo popolo, però, non poté fare ritorno dalla sua gente, poiché si era trasformato in ciò che più odiavano. Così il re abbandonò i suoi sudditi, onorando il voto di servire Ahriman. Senza una guida, il popolo del sovrano fu obiettivo delle angherie del dio delle tenebre, senza che il Guerriero che potesse far nulla. Nella sua fora corrotta il guerriero è un gigante grosso, massiccio e lento, ma dalla potenza devastante in grado di distruggere edifici interi. Il suo volto non è nulla più che una maschera pietrificata incassata fra le forti spalle. Ha un braccio completamente ricoperto da rocce e sassi, che usa come una clava. Gli attacchi con la spada e con la magia sono completamente inutili contro di lui e bisogna utilizzare dei mezzi alternativi per sconfiggerlo. Tuttavia dimostra di essere debole al fuoco. È l'unico tra i Corrotti ad essere triste di essere diventato un soldato di Ahriman e spesso puntualizza il suo lamento facendo capire che lui combatte il Principe ed Elika solo perché è costretto. Nella battaglia finale dopo essere stato sconfitto chiede perdono a Elika e al suo popolo, dopodiché lancia lontano il Principe ed Elika salvandoli dalla sua morte che causa un'esplosione. Doppiato in italiano da Diego Sabre.

#### Il Cacciatore
Il Cacciatore era un principe cresciuto tra sfarzi e condiscendenza. Poteva avere tutto ciò che voleva. E anche di più. annoiato, cerco di trovarsi passatempi,  finché trovo la caccia, che finalmente gli diede la soddisfazione che egli cercava, insegnata dai migliori precettori che l'oro potesse pagare. Cominciò a dare la caccia a qualunque animale potesse riuscire a catturare. In breve tempo, aveva braccato e ucciso ogni tipo di creatura vivente del suo regno, naturale o soprannaturale sorpassando i suoi istruttori. insoddisfatto del fatto di avere compiuto tutto quello che poteva nella caccia, abbandonò il suo palazzo e raggiunse il regno degli Ahura. Qui Ahriman gli propose uno scambio: la sua Anima in cambio di una nuova specie da sterminare, la più feroce e pericolosa, ma anche la più resistente e la più divertente da cacciare: l'Uomo. E il Cacciatore accettò. La sua forma corrotta è una parvenza della sua antica forma mortale, vestita di pelli e stoffe scolorite, gobba e ricurva. Dispone di una micidiale spada a tre lame, che è un tutt'uno col suo braccio. Non parla, ma sibila e ruggisce, come un animale. È muto e, di conseguenza, non è doppiato.

#### La Concubina
La Concubina era una donna bellissima e abile a destreggiarsi tra le politiche di corte la Concubina sapeva manipolare politici e nobili per concederle favori e ricchezze per scalare nella classe nobiliare usando la sua bellezza. La bellezza, però, è sorella dell'invidia e, quando la Concubina si legò a un uomo di grande potere, un'altra donna la fece picchiare e sfigurare. Privata del potere di cui andava così fiera, si rivolse ad Ahriman, che le diede il potere di poter creare illusioni perfette che facevano credere qualunque cosa finché non c'era contatto fisico, che rompe l'illusione, così anche se poté ritornare alla vita di corte, doveva spesso scomparire per via delle illusioni che non duravano per sempre. Impugna un lungo scettro pervaso dal suo potere, e sa generare illusioni che confondono il nemico. Ama vedere i suoi avversari arrovellarsi per completare i suoi difficilissimi rompicapi. Nella sua forma corrotta ha ancora aspetto femminile con abiti da danzatrice, ma possiede una lunga coda e zampe feline, che le consentono grande agilità. Durante le varie battaglie, provoca il Principe puntualizzando l'amore che lui prova per Elika costringendolo a compiere gesti rischiosi pur di salvarla. Doppiata in italiano da Stefania Patruno.

#### L'Alchimista
L'Alchimista era uno scienziato devoto e brillante che lavorava e studiava nella Città della Luce dove sviluppò numerose tecnologie ora sconosciute. In seguito a numerosi successi, ritenne di essere ormai prossimo a svelare i misteri dell'universo. Tuttavia, col procedere delle sue ricerche, la salute incominciò a venire meno. Disperato dall'idea di non poter completare i suoi studi, chiese aiuto a Ormazd... in pochi anni sarebbe riuscito a comprendere il segreto della vita stessa e dell'immortalità. Ormazd non prestò orecchio alle sue richieste e così l'Alchimista si rivolse a qualcun altro per riuscire a vivere ancora: si rivolse a un nuovo padrone, Ahriman, che acconsentì alla sua richiesta della formula dell'immortalità dandogli comunque la formula più complicata che l'alchimista avesse mai visto, cercando di lavorare senza sosta per capire i segreti della formula, quando sentì che era vicino alla soluzione, morì.
Una volta morto comunque, Ahriman lo fece risorgere come corrotto, felice di poter continuare i suoi esperimenti, l'Alchimista si mise al lavoro creando numerosi macchinari e tecnologie che rimasero sconosciute agli Ahura, che anche se cercarono di comprenderne il funzionamento per cercare di usarle a fin di bene,non riuscirono mai. Molti di questi macchinari inventati furono usati contro gli Ahura nella prima guerra di Ahriman, dove grazie ad essi Ahriman conquisto la città in poche ore. Ahriman gli permette di controllare la Corruzione, e di farle fare ciò che vuole,. Prese il controllo della Valle, un luogo incontaminato di scienza e sapere, dal quale proveniva gran parte dell'acqua che andava in Città, al Palazzo e alla Roccaforte, qui si trovano anche molti dei suoi macchinari abbandonati perché troppo complicati per capirne l'uso ,anche se il sistema di controllo della corruzione venne usato per diverso tempo dagli Ahura per trasportare acqua in tutta la valle, finché si ruppe. Il suo aspetto corrotto è quello di una creatura alta e magra avvolta in lungo mantello rosso con cappuccio, e con spine di osso sulla schiena. L'Alchimista ha la sua base principale dell'osservatorio, da dove prima gli Ahura interpretavano le costellazioni e astronomi compivano ricerche sulle stelle. Doppiato in italiano da Gianni Quillico.

#### Il Re Dolente
il nostro compito è ormai finito, tutto questo l'ho fatto per te!»
(Il Re alla figlia Elika)
Il Sovrano degli Ahura e padre di Elika, questo Re, buono e gentile, venne incoronato in un periodo oscuro degli Ahura, dove la maggior parte della grande città era ormai in rovina e sempre meno vita scorreva nel suo regno, diverso tempo dopo il Re degli Ahura iniziò a trascurare i sudditi dopo la morte della moglie che lo rattristò molto e scosse molto la sua fede in Ormazd, credendo che li avesse abbandonati al loro destino. Il Re così lasciò che ciò che restava della Città della Luce cadesse in rovina e gli ultimi Ahura lasciassero il regno e trascurò i propri compiti di guardiano credendo che ormai il loro ruolo di guardiani fosse finito. Poco prima degli eventi del gioco, Elika morì nel tentativo di rafforzare i suoli fertili ,comunque straziato dal dolore il Re, oramai non più legato a Ormazd, decise di fare un accordo con Ahriman, che in cambio della sua liberazione avrebbe fatto risorgere Elika, così avvenne, Elika così tornò in vita, capito il gesto incosciente del padre ella si diresse al tempio per fermare il padre. Dopo aver combattuto con il principe, fuori di sé, il Re tagliò l'albero della luce rompendo il sigillo di Ahriman, liberando i suoi generali e la corruzione, più tardi, il Re cercò di far vedere il proprio punto di vista a Elika, dicendogli che ormai il tempio si stava già indebolendo e che l'aveva fatto per lei, ma Elika reagisce ignorandolo. Più avanti. quando il principe e Elika tornano al tempio, trovano il Re parzialmente coperto di corruzione mentre parla con Ahriman, che spinge Elika a cercare di aiutare il padre chiedendole di aiutarla a risanare le terre, ma vedendo il principe il Re impazzisce e lo attacca. Sconfitto, il Re viene respinto anche dalla figlia che gli lancia attacchi di luce, facendo un ruggito corrotto scappa. È una persona estremamente alta e di grande stazza, caratteristiche che lo rendono molto potente. All'inizio del gioco sarà un normale uomo con capelli e barba molti folti e lunghi di colore nero. Indossa vestiti pregiati a rispecchiare la sua regalità e usa una lunga spada. Dal terzo combattimento comincerà a trasformarsi in un mostro ricoperto di Corruzione, dapprima solo in parte, in seguito completamente ricoperto e trasformato; sarà un mostro di colore violaceo capace di utilizzare i poteri di tutti i generali di Ahriman. Sconfitto dal Principe e da Elika decide di suicidarsi. Doppiato in italiano da Dario Oppido.

#### I soldati di Ahriman
Questi nemici un tempo erano uomini e donne tramutati in mostri corrotti da Ahriman. Privati dell'anima e senza pietà, esistono per un unico motivo: servire Ahriman. Sono diventati delle creature di corruzione perdendo qualunque aspetto umano, infatti sono composti esclusivamente da corruzione. Invece "I Corrotti" mantengono parte della loro personalità originale e umanità ma che viene comunque soppressa da Ahriman.

#### La corruzione
Una manifestazione del potere di Ahriman, che strisciando inghiotte tutto. Tramuta tutto ciò che tocca in oscurità. Mortale per coloro che non godono della protezione di Ormazd, Elika è l'unica che può resistergli. Solo i corrotti possono usarla a loro vantaggio. È una melma viscida di color nero ma a volte tende sul verdastro.

### Film

#### Nizam
Nizam è l'antagonista principale del film Prince of Persia - Le sabbie del tempo ed è interpretato da Ben Kingsley. È il fratello minore di Sharaman. Uomo serio, scrupoloso che serve suo fratello nel migliore dei modi. In realtà questo suo carattere buono è solo una facciata perché in realtà è un uomo ambizioso e bramoso di potere che desidera il trono di suo fratello. Anche se ha dimostrato molte volte di essere uno zio saggio per i suoi nipoti, in realtà non gli importa nulla della sua famiglia. È un uomo molto intelligente perché riesce a ingannare anche la sua famiglia sui suoi piani loschi. Il suo sogno è quello di impossessarsi del pugnale del tempo e della clessidra per riavvolgere il tempo a quando lui e Sharaman erano bambini, così facendo avrebbe lasciato morire suo fratello e lui sarebbe diventato Re. Desideroso di diventare il nuovo Re di Persia, assolda la setta degli Assassini facendola diventare la sua guardia personale. Convince Tus a invadere Alamut facendogli credere che la città complotta con i nemici dell'impero. Più tardi da una veste avvelenata a Tus che a sua volta la da a Dastan per poi darla a Sharaman come dono, così facendo fa spacciare il principe come l'assassino del re. Al funerale di Sharaman riceve un messaggio da Dastan per incontrarlo e qui Nazim rivela le sue vere intenzioni. Intenzionato a uccidere Dastan e a recuperare il pugnale ordina agli assassini di uccidere il nipote e recuperare l'artefatto. Gli assassini falliscono nell'uccisione ma recuperano il pugnale del tempo e allo stesso tempo Nazim ad Alamut trova la Clessidra. Dastan si reca ad Alamut per informare Tus sul tradimento dello zio, ma Nazim uccide il nipote e recupera il pugnale per poi recarsi alla Clessidra. Qui combatte con il nipote e Tamina, fa cadere nel precipizio la sacerdotessa e infila il pugnale nella clessidra. Tuttavia è Dastan a utilizzare il pugnale e riavvolge il tempo nel momento esatto che hanno conquistato Alamut, così facendo avverte Tus dei piani di Nazim e questi infuriato si smaschera cercando di uccidere Dastan ma viene trafitto e ucciso da Tus.

#### Assassini
Gli Assassini erano un gruppo di spietati guerrieri Persiani che servivano il Re di Persia, tuttavia il loro ordine fu sciolto da Sharaman. Nizam in segreto riformò l'ordine e li fece diventare la sua guardia personale. Gli assassini indossano abiti neri e come arma utilizzano diversi tipi di armi ma principalmente die pugnali da lancio che possono scagliare loro stessi oppure tramite un congegno che posseggono sulla polsiera. Sono dei guerrieri spietati incredibilmente agili, veloci, precisi e letali nel combattimento riuscendo a mettere in difficoltà anche i guerrieri più potenti. Sembra che posseggano dei poteri magici perché quando si spostano a cavallo vengono avvolti da piccoli vortici di sabbia. Il loro leader si chiama Zolm ed è interpretato da Gísli Örn Garðarsson, indossa i classici abiti degli assassini con la differenza che indossa un turbante. Possiede una cicatrice sul lato destro del volto e possiede dei poteri magici che gli permettono di controllare i serpenti. Con i suoi serpenti recupera il pugnale del tempo, dopodiché affronta Dastan riuscendo quasi ad ucciderlo ma grazie a Tamina il Principe riesce a ucciderlo. Quando Dastan riavvolge il tempo con la Clessidra ritorna nel momento esatto che hanno conquistato Alamut cancellando tutti gli eventi successi, tra cui la morte di Zolm.